# César Mayo Gutiérrez
César Mayo Gutiérrez (1892-1951) fue un periodista y político uruguayo perteneciente al Partido Colorado. Fue diputado, senador y ministro de Industria.

## Biografía
Comenzó su carrera parlamentaria como diputado suplente por el departamento de Canelones en 1920. Fue elegido titular para el periodo 1923-1925. Entre 1925 y 1927 fue ministro de Industria. Nuevamente fue diputado entre 1927 y 1932.
Presidió el Frigorífico Nacional.
Electo Senador por el Batllismo para el periodo 1943-1947. Reelecto para el siguiente periodo, durante el cual fue Presidente del Senado.
En 1946-1947 fue Ministro de Obras Públicas.
Referente de la Lista 14, en 1950 se postuló a la Presidencia de la República, acompañado por Lorenzo Batlle Pacheco; perdieron las elecciones ante Andrés Martínez Trueba.
Publicó artículos en diversas publicaciones como "El Terruño" utilizando el seudónimo "Rosendo Aldao". Entre 1909 y 1911 publicó cuentos camperos en la revista La Bohemia bajo el seudónimo de "Juan Morales".
Un monumento en la plaza de La Paz, ciudad en donde se afincó, lo recuerda.